# Дзета Южного Треугольника
Дзета Южного Треугольника (ζ TrA) — спектрально-двойная звезда в созвездии Южного Треугольника. Удалена примерно на 39,5 световых лет от Земли. Видимая звёздная величина +4,90 (видна невооружённым глазом).